# Hispano HA-200
O Hispano HA-200 Saeta é uma aeronave de treinamento a jato, fabricada na Espanha e no Egito (sob licença) entre 1955 a 1965 pela empresa Hispano Aviación. O Saeta foi a primeira aeronave a jato projetada e construída pela indústria aeronáutica espanhola.

## História

### Antecedentes
Após a Segunda Guerra Mundial, muitos cientistas, técnicos e engenheiros da indústria aeronáutica alemã fugiram para a península Ibérica e de lá para a América, tentando evitar a captura pelos aliados (principalmente os soviéticos). Ao contrário de seus colegas,  Willy Messerschmit (proeminente engenheiro e empresário) acabou permanecendo na Alemanha. Após o fim da guerra, foi preso pelos aliados e condenado em um tribunal de desnazificação em 1948, por ser tido como um simpatizante do nazismo e por ter se utilizado de trabalho escravo durante a guerra. Libertado em meados de 1950, não pôde retomar a produção de aeronaves por conta da Alemanha ter sido proibida de fabricá-las até 1955. Assim, reorganizou sua indústria e passou a fabricar construções pré moldadas, máquinas de costura e automóveis.
Enquanto isso, a Espanha continuava investindo na fabricação de aeronaves, baseada em projetos e com apoio de técnicos e cientistas alemães, porém o fim da guerra causou um breve congelamento dos projetos. No início da década de 1950, muitos países ingressavam na era a jato, enquanto que a Espanha ainda operava obsoletas aeronaves a pistão. Para continuar o desenvolvimento de sua indústria aeronáutica, a Espanha contratou os serviços de Messerschmitt em 1952.
Messerschimitt apresentou três projetos: uma aeronave leve de treinamento e motor a pistão (Hispano HA-100 Triana), uma aeronave de treinamento a jato (HA-200 Saeta) e uma aeronave supersônica de caça (HA-300). Desses projetos, apenas o HA-200 obteve um relativo sucesso.

### Desenvolvimento

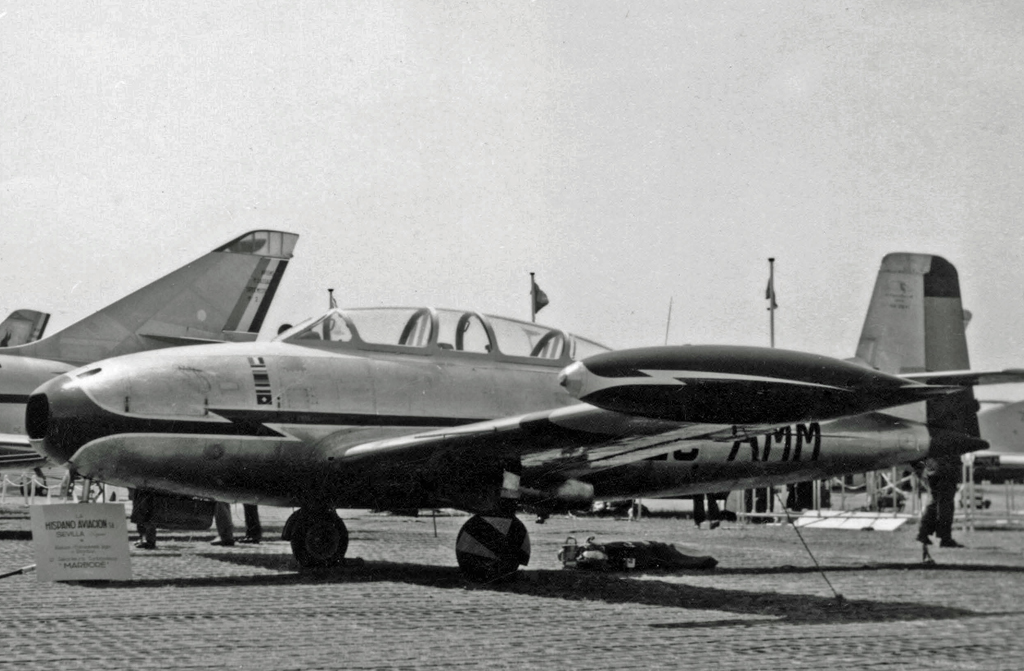
Protótipo do HA-200 apresentado na Feira de aviação de Le Bourget (1957).

Após o abandono do projeto do HA 100 Triana, a Hispano voltou-se para o desenvolvimento do HA-200 Saeta. Utilizando parte do projeto do Triana, Messerschimitt concebeu o projeto de uma aeronave a jato, equipada com duas turbinas francesas Turbomeca Marboré, de 3.91 kN de empuxo cada. Sua fuselagem era inteiramente constituída de aço, tendo uma configuração de assentos em tandem. As asas eram de perfil baixo, tipo cantilever e foram herdadas do HA 100 Triana. Configurada para voar em uma altitude de 13 mil pés, a aeronave exigiu o desenvolvimento de um sistema de pressurização da cabine. Esse sistema foi projetado e fornecido por empresas espanholas, permitindo a aquisição de conhecimento e tecnologia necessários para os futuros projetos aeronáuticos espanhóis.
O primeiro voo de testes ocorreu no dia 12 de agosto de 1955. Os dois protótipos construídos foram aperfeiçoados e testados até o final dessa década. Após o sucesso dos testes, o governo espanhol autorizou a compra de 55 aeronaves.

## Operação

### Espanha

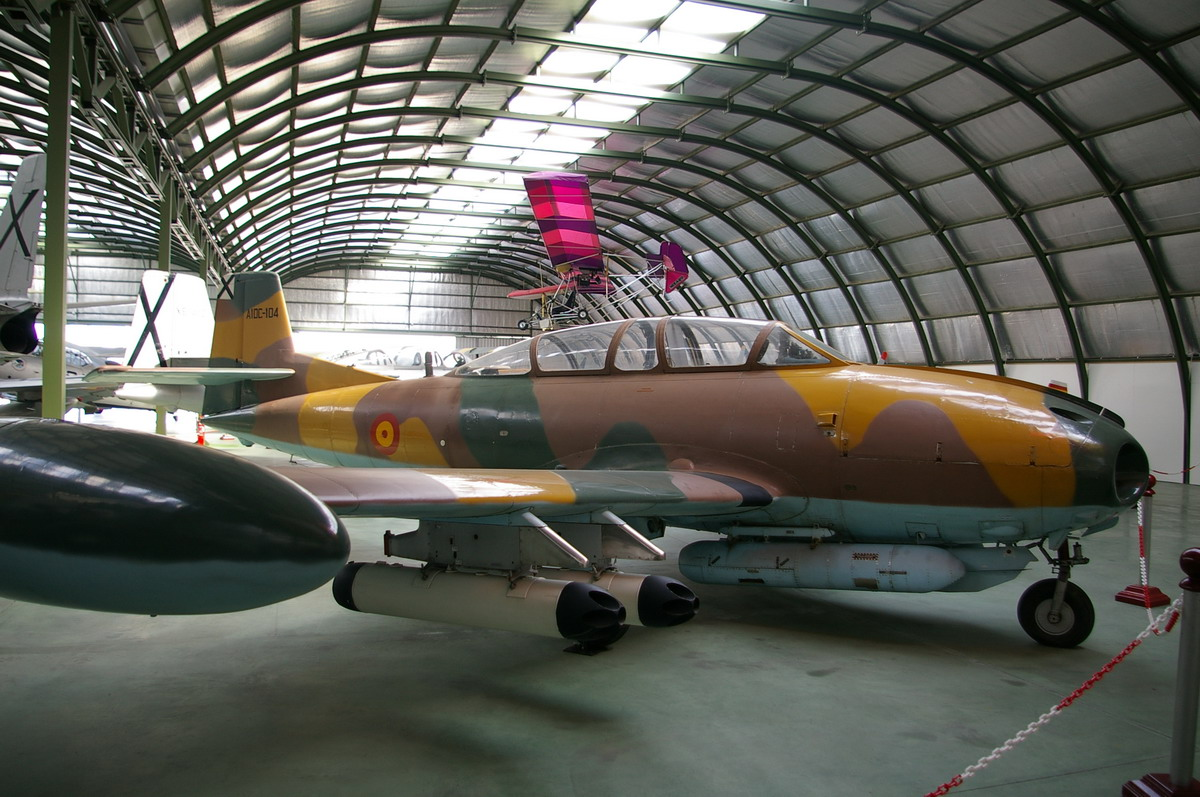
HA 220 Super Saeta, equipado com com lança foguetes.

O HA-200 Saeta entrou em serviço em 1963, equipando dois esquadrões do Ejército del Aire. O Saeta foi empregado inicialmente como treinador a jato. Na década de 1970, durante a guerra travada pela Espanha contra a frente Polisário no Saara Ocidental, o Saeta foi utilizado pela primeira vez em combate. Para atuar na função de ataque ao solo e apoio a tropas em terra, quarenta Saetas foram modificados, recebendo 4 cabides para bombas ou foguetes e receberam o nome HA-220 Super Saeta.
O Saeta e o Super Saeta foi utilizados até 1981 quando foram substituídos pelo CASA C-101 Aviojet.

### Egito
Visando desenvolver sua indústria aeronáutica, o Egito adquiriu licenças do Saeta e construiu uma fábrica em Heluã, nos arredores do Cairo. Heluã produziu 90 aeronaves, batizadas de Al-Kahira, que equiparam um esquadrão de treinamento da força aérea egípcia no início dos anos 1960. Durante a Guerra dos Seis Dias, as aeronaves foram equipadas com foguetes e entraram em combate pela primeira vez, apoiando a infantaria egípcia no Sinai. O Helwan Al-Kahira foi retirado de serviço no início dos anos 1990, quando foi substituído pelo Dassault-Dornier Alpha-Jet.

## Versões
- HA-200R Saeta: Dois protótitpos;
- HA-200A Saeta: produção inicial;
- HA-200B Saeta: Dez aviões de pré série produzidos para o Egito;
- HA-200D Saeta
- HA-200E Super Saeta
- HA-200D equipado com turbinas Marbore VI e melhorias nos aviônicos
- HA-220 Super Saeta: Versão de ataque ao solo do HA-200 E[3]
- E.14 Saeta:designação militar espanhola da versão monoplace do HA-200
- C.10 Super Saeta:designação militar espanhola da versão monoplace de ataque ao solo HA-220D e HA-220E;
- Helwan HA-200B Al-Kahira: Versão construída pela Helwan, no Egito

## Utilizadores

### Ex Utilizadores
- Espanha (1963-1982) - Ejército del Aire : 117 aeronaves utilizadas, incluindo a versão Super Saeta.
- Egito (1960-c.1990) - Força Aérea do Egito: 90 aeronaves utilizadas, construídas no país pela Helwan Aviation sob licença da Hispano Aviación.